# Shlomo Sternberg
Shlomo Zvi Sternberg (20 de janeiro de 1936 – 23 de agosto de 2024) foi um matemático estadunidense. Foi conhecido por seu trabalho em geometria, particularmente geometria simplética e geometria diferencial de estruturas G.

## Carreira
Sternberg obteve o Ph.D. em 1957 na Universidade Johns Hopkins, com uma tese sobre transformações, orientado por Aurel Wintner. Foi bolsista Guggenheim na Universidade Harvard em 1974. Um de seus mais conhecidos alunos de doutorado é Victor Guillemin (1962), que também tornou-se uma autoridade em geometria simplética. Sternberg escreveu diversos livros bem como diversas monografias, algumas das quais foram republicadas depois de diversas décadas, indicando sua importância na área.
Após a publicação de The Bible Code pelo jornalista Michael Drosnin, baseado em partes sobre um artigo de Eliyahu Rips et al. publicado em Statistical Science, Sternberg juntou-se a diversos outros matemáticos para desbancar a noção de que as afirmações controversas de Drosnin seriam matematicamente bem fundadas.

## Monografias e livros selecionados
- Shlomo Sternberg (2019) A Mathematical Companion to Quantum Mechanics Dover Publications ISBN 9780486826899 ISBN 0486826899
- Shlomo Zvi Sternberg e Lynn Harold Loomis (2014) Advanced Calculus (Revised Edition) World Scientific Publishing ISBN 978-981-4583-92-3; 978-981-4583-93-0
- Victor Guillemin e Shlomo Sternberg (2013) Semi-Classical Analysis International Press of Boston ISBN 978-1571462763
- Shlomo Sternberg (2012) Lectures on Symplectic Geometry (em mandarim) Lecture notes of Mathematical Science Center of Tsingua University, International Press ISBN 978-7-302-29498-6
- Shlomo Sternberg (2012) Curvature in Mathematics and Physics Dover Publications, Inc. ISBN 978-0486478555[3]
- Sternberg, Shlomo (2010). Dynamical Systems Dover Publications, Inc. ISBN 978-0486477053
- Shlomo Sternberg (2004), Lie algebras, Harvard University
- Victor Guillemin and Shlomo Sternberg (1999) Supersymmetry and Equivariant de Rham Theory 1999 Springer Verlag ISBN 978-3540647973
- Victor Guillemin, Eugene Lerman, and Shlomo Sternberg, (1996) Symplectic Fibrations and Multiplicity Diagrams Cambridge University Press
- Shlomo Sternberg (1994) Group Theory and Physics Cambridge University Press. ISBN 0-521-24870-1[4]
- Steven Shnider and Shlomo Sternberg (1993) Quantum Groups. From Coalgebras to Drinfeld Algebras: A Guided Tour (Mathematical Physics Ser.) International Press
- Victor Guillemin e Shlomo Sternberg (1990) Variations on a Theme by Kepler; reprint, 2006 Colloquium Publications ISBN 978-0821841846
- Paul Bamberg eShlomo Sternberg (1988) A Course in Mathematics for Students of Physics Volume 1 1991 Cambridge University Press. ISBN 978-0521406499
- Paul Bamberg e Shlomo Sternberg (1988) A Course in Mathematics for Students of Physics Volume 2 1991 Cambridge University Press. ISBN 978-0521406505
- Victor Guillemin e Shlomo Sternberg (1984) Symplectic Techniques in Physics, 1990 Cambridge University Press ISBN 978-0521389907[5]
- Guillemin, Victor e Sternberg, Shlomo (1977) Geometric asymptotics Providence, RI: American Mathematical Society. ISBN 0-8218-1514-8; reimpresso em 1990 como um livro on-line
- Shlomo Sternberg (1969) Celestial Mechanics Part I W.A. Benjamin[6][7]
- Shlomo Sternberg (1969) Celestial Mechanics Part II W.A. Benjamin[6]
- Lynn H. Loomis, e Shlomo Sternberg (1968) Advanced Calculus Boston (World Scientific Publishing Company 2014); Texto disponível on-line
- Victor Guillemin e Shlomo Sternberg (1966) Deformation Theory of Pseudogroup Structures American Mathematical Society
- Shlomo Sternberg (1964) Lectures on differential geometry New York: Chelsea (1093) ISBN 0-8284-0316-3.[8]
- I. M. Singer e Shlomo Sternberg (1965) The infinite groups of Lie and Cartan. Part I. The transitive groups, Journal d'Analyse Mathématique 15, 1—114.

Comentários sobre os Códigos da Bíblia
- On the Witztum-Rips-Rosenberg Sample of Nations, de Dror Bar-Natan, Brendan McKay e Shlomo Sternberg
- The Bible Code: A Book Review por Allyn Jackson, seguido por "Comentários sobre o Código da Bíblia" por Shlomo Sternberg, Notices of the AMS September 1997